# Aspidoscelis sonorae
Espèce
Synonymes
- Cnemidophorus sonorae Lowe & Wright, 1964

Statut de conservation UICN

 LC  : Préoccupation mineure
Aspidoscelis sonorae est une espèce de sauriens de la famille des Teiidae.

## Répartition
Cette espèce se rencontre :
- aux États-Unis dans l'Utah, le Colorado, l'Arizona et le Nouveau-Mexique ;
- au Mexique dans le Nord-Est du Sonora.

## Description
Ce lézard atteint 9 centimètres (sans la queue). Il est élancé, avec une queue fine et longue. Il est de couleur brun-marron, avec sur le corps - plus sombre - des lignes longitudinales blanches ainsi que de petits points blancs. Les écailles sont carrées, surtout visibles sur la queue.

## Comportement
Cette espèce habite les zones sèches et herbeuses. C'est un lézard diurne et rapide, qui s'expose souvent au soleil en début de journée. Ils hibernent l'hiver, et reprennent leurs activités au printemps.

Ils consomment divers arthropodes et insectes sur le sol, comme des fourmis, termites, araignées, sauterelles…
Tous les membres de cette espèce sont des femelles, car elle est parténogénique. Celles-ci pondent de 1 à 7 œufs à la fin du printemps, les petits naissant à partir de fin juillet.

## Publication originale
- Lowe & Wright, 1964 : Species of the Cnemidophorus exsanguis subgroup of whiptail lizards. Journal of the Arizona Academy of Science, vol. 3, n. 2, p. 78-80.